# 格沃尔格·达夫强
格沃尔格·达夫强（Gevorg Davtyan，1983年1月4日—），亚美尼亚男子举重运动员。曾参加2008年夏季奥林匹克运动会，最终在男子77公斤级项目上摘得一枚铜牌。